# Hassan II van Marokko
Hassan II (Arabisch: الحسن الثاني, al-Ḥasan aṯ-ṯānī; Rabat, 9 juli 1929 – aldaar, 23 juli 1999), geboren als El-Hassan ben Mohammed ben Youssef el-Alaoui, was koning van Marokko van 1961 tot aan zijn overlijden in 1999.

## Jeugd
Hassan was de oudste zoon van Mohammed V (sultan, later koning van Marokko) en diens vrouw Lalla Abla bint Tahar (gehuwd met Mohammed V in 1926).
Hij studeerde aan het Imperial College te Rabat en de Universiteit van Bordeaux. Aan de laatste werd hij meester in de rechten.
Op 20 augustus 1953 werd Mohammed V samen met zijn familie door de Franse regering verbannen naar Corsica; uiteraard was Hassan hierbij. In januari 1954 werden ze overgebracht naar Madagaskar. Tijdens deze verbanning vervulde Hassan de rol van politiek adviseur voor zijn vader. Op 16 november 1955 keerden ze terug naar Marokko. Hassan bleef zijn rol vervullen en nam, samen met zijn vader, deel aan de onderhandelingen met de Fransen over de onafhankelijkheid van zijn land.
In april 1956 werd Hassan door zijn vader aangesteld als chef-staf van de Koninklijke Strijdkrachten. Tijdens de onlusten dat jaar gaf Hassan leiding aan legeronderdelen die optraden tegen de Riffijnen in het Rifgebergte.
In 1957 veranderde Mohammed V de titel van de Marokkaanse soeverein van sultan in koning; op 19 juli van dat jaar werd Hassan uitgeroepen tot kroonprins. Op 3 maart 1961 erfde hij de kroon van zijn vader.

## Koningschap
Hassans conservatieve regering verstevigde de Alaoui-dynastie, maar zijn onwil om de politieke macht te delen met de politieke partijen in plaats van te vertrouwen op de elite van de makhzen leidde tot politieke protesten. Als reactie hierop ontbond Hassan het parlement en regeerde hij het land zelfstandig. Het mechanisme van de democratische volksvertegenwoordiging liet hij echter wel bestaan, hoewel inactief. Toen er uiteindelijk wel verkiezingen volgden, werd er opzichtig gefraudeerd ten faveure van de loyale partijen. Dit veroorzaakte stevig onvrede onder de oppositie en vervolgens tot demonstraties en rellen die Hassans troon bedreigden.
Begin jaren zeventig drong de groeiende onvrede door tot het leger en werden er twee aanslagen op zijn leven gepleegd, die hij beide overleefde. De eerste vond plaats op 10 juli 1971 tijdens een verjaardagviering voor de koning in het Sukhairatpaleis. Door de gewapende wacht werd het vuur geopend op de genodigden. Hierbij kwamen onder andere de Belgische ambassadeur om het leven. Ook de koningsgezinde generaal Bachir Bouhali werd gedood tijdens de couppoging. Koning Hassan kon te nauwer nood ontsnappen. Omdat ook de leider van de coup was omgekomen, viel de groep van opstandige militairen uiteen en kon de couppoging snel verijdeld worden. Generaal Oufkir kreeg daarna ruime bevoegdheden om de rebellie de kop in te drukken. Vier generaals en vijf kolonels werden op de dag van de poging tot staatsgreep zelf nog geëxecuteerd en de dagen daarop werden duizenden verdachten gearresteerd, onder wie veel militaire cadetten. Omdat betrokkenheid van de Libische ambassade werd vermoed, liet Oufkir de ambassade bezetten en de ambassadeur arresteren.
In 1972 volgde een tweede poging tot een staatsgreep waarbij straaljagers van de Koninklijke Marokkaanse luchtmacht het vuur openden op het vliegtuig van de koning toen hij op weg terug was naar Rabat. De poging vond plaats op bevel van generaal Oufkir, in die tijd de rechterhand van de koning. De schoten misten echter het vliegtuig en de coup mislukte.
Hierna koelden de gemoederen langzaam af, ook omdat Hassan opeens nieuwe instemming vond bij het volk: hij speelde namelijk in op nationalistische gevoelens door een claim te leggen op de Westelijke Sahara in 1975.
De periode van rigide dictatuur onder Hassan II van de jaren zestig tot negentig wordt de "jaren van lood" genoemd en was een periode waarin duizenden dissidenten werden doodgeschoten, gevangengenomen, verbannen of gewoon verdwenen. Hoewel Hassan II begin jaren negentig veel van de parlementaire democratie had hersteld en in 1991 onder druk van de Verenigde Staten honderden politieke gevangenen vrijliet, eindigden de "jaren van lood" pas definitief in 1999, toen Hassans zoon Mohammed VI van Marokko de troon besteeg.

## Buitenlands beleid
Koning Hassan II fungeerde vaak als onofficieel diplomatiek kanaal tussen de Arabische wereld en Israël. Hij bracht ook de eerste onderhandelingen tussen vertegenwoordigers van de twee partijen tot stand. Tijdens zijn regering bezette Marokko de Westelijke Sahara na de "Groene Mars" van 1975 en nam het zuidelijk deel bij verdrag over van Mauritanië; deze zaak domineert het Marokkaanse buitenlandbeleid tot de dag van vandaag. Polisario, de bevrijdingsbeweging voor de West-Sahara, opereert sindsdien vanuit Algerije. Daardoor verslechterden de verhoudingen met dat land, terwijl ze al erg slecht waren als gevolg van de Zandoorlog van 1963, waarbij Marokko delen van het net onafhankelijk geworden Algerije probeerde te annexeren.

## Familie
De vader van Hassan II was Mohammed V van Marokko (1909–1961), zijn moeder was Lalla Abla bint Tahar (1909–1992).
Koning Hassan II had vijf zussen en één broer:
- uit het eerste huwelijk van Mohammed V van Marokko:
  - Lalla Fatima Zahra (1929–2014)
- uit het tweede huwelijk van Mohammed V van Marokko met Lalla Abla:
  - Lalla Aicha (1930–2011)
  - Lalla Malika (1933–2009)
  - Moulay Abdallah (1935–1983)
  - Lalla Nuzha (1940–1977)
- uit het derde huwelijk van Mohammed V van Marokko met Lalla Bahia:
  - Lalla Amina (1954–2012)

Koning Hassan II had vijf kinderen met zijn vrouw Lalla Latifa Hammou (huwelijk in 1961):
- Prinses Lalla Meryem (1962)
- Koning Mohammed VI (1963)
- Prinses Lalla Asma (1965)
- Prinses Lalla Hasna (1967)
- Prins Moulay Rachid (1970)

De koning had nog een echtgenote (Lalla Fatima bint Qaid Amhourok), met wie hij eveneens in 1961 is getrouwd. Zij hadden geen kinderen.
Mohammed V · Hassan II · Mohammed VI